# Ryzyko powodziowe
Ryzyko powodziowe – oznacza kombinację prawdopodobieństwa wystąpienia powodzi i związanych z powodzią potencjalnych negatywnych konsekwencji dla zdrowia ludzkiego, środowiska, dziedzictwa kulturowego oraz działalności gospodarczej.